# Alfred Lampe

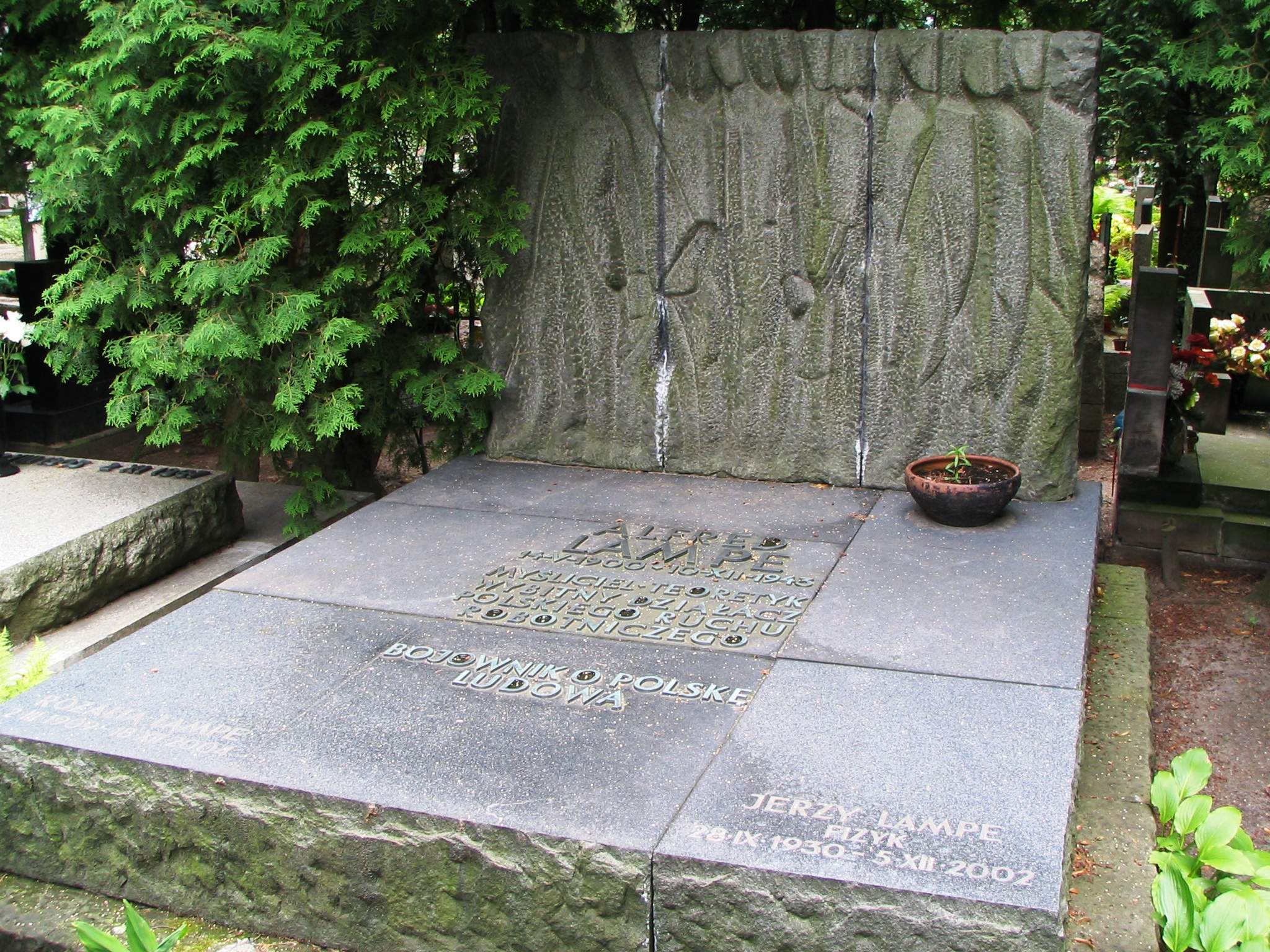
Grób Alfreda Lampego na Powązkach Wojskowych

Alfred Lampe ps. Marek, Nowak, Andrzej Jarecki, (ur. 14 maja 1900 w Warszawie, zm. 10 grudnia 1943 w Moskwie) – polski działacz socjaldemokratyczny i komunistyczny oraz publicysta żydowskiego pochodzenia. Sekretarz Związku Młodzieży Komunistycznej w Polsce (ZMK) (1922-1929). Członek Komitetu Centralnego Komunistycznej Partii Polski (1926-1938), członek Biura Politycznego KC KPP (1929-1932).

## Życiorys
Syn robotnika Jakuba i Felicji z d. Sznajer. Uczył się w Szkole Kupieckiej Specjalnej Zgromadzenia Kupców miasta Warszawy. W czerwcu 1918 uzyskał maturę w Szkole Zgromadzenia Kupców. Został przyjęty na Wydział Prawa Uniwersytetu Warszawskiego, ale zrezygnował ze studiów. Pod koniec 1918 był nauczycielem w wieczorowej szkole dla dorosłych, w której uczył ekonomii politycznej i historii kultury.
W latach 1918–1921 członek Żydowskiej Socjaldemokratycznej Partii Robotniczej Poalej Syjon. Zwolennik współpracy z komunistami. W 1921 roku, jako delegat żydowskiej organizacji Jugend wziął udział w I Kongresie Komunistycznej Międzynarodówki Młodzieży. Delegat partii do Warszawskiej Rady Delegatów Robotniczych. Od 1921 roku w KPP. Kierownik komitetu organizacyjnego komunistycznego związku młodzieży 1922–1929; sekretarz Związku Młodzieży Komunistycznej w Polsce (ZMK). Po raz pierwszy aresztowany w 1922 roku i po trzech latach śledztwa skazany na rok więzienia (opuścił je w 1926 roku). Odmówił zgody na wyjazd do Rosji Radzieckiej w ramach wymiany więźniów. Od 1926 roku członek KC KPP. Ponownie aresztowany 1 marca 1928 r. podczas konferencji koordynującej akcję przedwyborczą KPP. W latach 1929–1932 członek Biura Politycznego; w walkach frakcyjnych w tej partii należał do tzw. mniejszości. W latach 1930–1933 często nie zgadzał się w kwestiach taktyki z pozostałymi członkami Biura Politycznego. W szczególności dotyczyło to jego sprzeciwu wobec prób wywoływania strajku powszechnego za wszelką cenę. Jego zwolenników w partii nazwano grupą „markowców”. W związku z konfliktem przesunięty do pracy w Moskwie jako przedstawiciel KPP w Czerwonej Międzynarodówce Związków Zawodowych (Profintern). Powrócił do Polski w 1933 roku, by pokierować Sekretariatem Krajowym KC KPP. Ponownie w więzieniu przebywał od sierpnia 1933 roku do 1939 roku. W więzieniu w Rawiczu przewodniczył „komunie więziennej” grupującej ok. 500 więźniów. W uchwale Prezydium Komitetu Wykonawczego Kominternu z 16 sierpnia 1938, rozwiązującej KPP, został imiennie określony jako „prowokator”.
Po ataku III Rzeszy na Polskę wydostał się z więzienia w Rawiczu 1 września 1939. Po agresji ZSRR na Polskę przedostał się na teren okupacji sowieckiej. Przebywał m.in. w Białymstoku, gdzie był dyrektorem fabryki włókienniczej i pracownikiem Obwodowej Komisji Planowania przy Obwodowym Komitecie Wykonawczym Rad Delegatów. Uznawany za przywódcę środowiska komunistycznego w Białymstoku, który był jednym z dwóch ośrodków skupiających byłe kadry KPP (drugim był Lwów). Podczas pobytu w Białymstoku pozostawał w ścisłych kontaktach z byłymi działaczami KPP, m.in. Marcelim Nowotką i Pawłem Finderem. Nieufnie traktowany przez władze radzieckie, które nie zaakceptowały go w roli przywódcy środowiska komunistycznego. Nie został włączony do tzw. Grupy Inicjatywnej mającej przygotować powstanie nowej partii komunistycznej w okupowanej Polsce (PPR).
Od początku 1940 roku rozpoczął bliską współpracę z Wandą Wasilewską. W połowie 1940 wysłał razem z nią list do Stalina z apelem o przyjmowanie do WKP(b) byłych członków KPP.
Po ataku Niemiec na ZSRR 22 czerwca 1941 ewakuował się do Mińska, gdzie wystąpił razem z Pawłem Finderem o utworzenie polskiego batalionu w ramach Armii Czerwonej. Następnie udał się do Czapajewska na Powołżu, gdzie pracował w miejscowym sowchozie. We wrześniu 1941 został wezwany przez Komitet Wykonawczy Międzynarodówki Komunistycznej do Moskwy. W grudniu 1942 roku napisał list do zastępcy Ludowego Komisarza Spraw Zagranicznych Salomona Łozowskiego skarżąc się na traktowanie Polaków w ZSRR jako obywateli drugiej kategorii. Uznał konieczność odbudowy polskiej partii komunistycznej zarówno w ZSRR, jak i na terenie okupowanej Polski.
Redaktor (od 1942 kierownik redakcji) „Nowych Widnokręgów”, członek redakcji pisma Wolna Polska. W 1943 współorganizator i ideolog ZPP i 1 Dywizji Piechoty im. Tadeusza Kościuszki. Nie wszedł w skład kierownictwa ZPP.
Autor platformy programowej planowanego Polskiego Komitetu Narodowego, który przybrał ostatecznie formę Polskiego Komitetu Wyzwolenia Narodowego (PKWN). W 1943 roku stał się faktycznym przywódcą środowiska komunistów polskich w ZSRR.
Napisał książkę pt. O nową Polskę. W roku 1948 zostały wydane Myśli o nowej Polsce będącymi zbiorem zapisów audycji radiowych – z rozmów z Lampem w czasie II wojny światowej – oraz zapisków z jego prywatnego notesu.
Zmarł na zawał serca. Pośmiertnie odznaczony Krzyżem Grunwaldu I klasy. Po II wojnie światowej urna z jego prochami została pochowana w Warszawie, w Alei Zasłużonych na Powązkach Wojskowych (kwatera A27-tuje-13/14).
Był żonaty z działaczką KPP Judytą Kino, z którą miał syna Jerzego, a następnie z Rozalią Wagman, działaczką KZMP i KPP, z którą miał córkę Irenę.